# 西又葵
西又 葵（にしまた あおい、1977年6月4日 - ）は、日本の女性原画家、イラストレーター、作詞家、実業家、同人作家。東京都中野区出身、東京都港区在住。血液型はA型。代々木アニメーション学院卒業。Navel（株式会社オメガビジョン）所属。
夫は声優の三宅淳一。

## 略歴
子供の頃から漫画家を夢見て描き続け、中学2年生の時に初めて同人誌のイベントに参加する。以後同人作家として活動。同時に霧嶋 優（きりしま ゆう）という名のコスプレイヤーとしても活動していた。その後、同人活動と並行して『コミックジャンボSPEED』（桃園書房）などの漫画雑誌やアンソロジーに短編を発表。1998年には茜新社より、商業誌や同人誌の掲載作品を集めた成年コミック『West Again』を出版した。
イベント会場で誘われ、オリジナルのPlayStationゲームソフト（おそらく『夏色剣術小町』）の原画に参加するも、クオリティ不足を指摘され原画を降りることとなった。そのゲームでは、キャラクターデザインや制服デザイン、販促絵には西又のものが使われている。その後、別の会社のゲームの原画にも誘われたが、企画変更で降りている。
同人活動で知り合ったことが縁で、2000年に有限会社バジルの立ち上げに社員として参加。同年、ゲームブランドBasiLの処女作『Bless 〜close your eyes, open your mind.〜』で、アダルトゲームの原画家としてデビューした。。
BasiLの3作目『それは舞い散る桜のように』のヒットによりその名を知られるようになるが、その後BasiLの社長との対立があり、サウンドのアッチョリケら制作スタッフの大半と共にBasiLを退社。先に同社を離れていた鈴平ひろらを加えて有限会社（当時）オメガビジョンを設立し、ゲームブランドNavelを立ち上げた。そして2004年に発表されたNavel処女作『SHUFFLE!』が年間第3位の売り上げを記録し、アニメ化などメディアミックスされる大ヒットとなり人気を確立した。
原画やキャラクターデザインだけではなく、2006年に発売した『Really? Really!』以降の作品では主題歌の作詞も手掛けている。
2008年9月、米袋イラストを手掛けた秋田県雄勝郡羽後町のJAうご産あきたこまちが大ヒットした（後述）。マスコミにも取り上げられテレビニュース等にも出演し、一般にも広く名前が知られるようになった。その後、ゲームばかりではなく多方面のイラストを手掛けている。
2009年4月、ジョージ・ルーカスの依頼により、スター・ウォーズ記念画集に参加する全世界100人のイラストレーターのうちの1人に選出され、翌2010年11月に『Star Wars Visions』として発売された。

## 人物
- 自画像は砂酢流（さする）という名のサル。たまに猫のイラストを用いる[12]。
- ウェブページやブログに素顔を公表している。
- 大の猫好きで、自身のブログにも飼い猫の写真や話題がよく出てくる。
- 『大竹まことのただいま!PCランド』に『らんま1/2』グッズ自慢で出演したことがある。
- 霧嶋優の名前で、『週刊ヤングマガジン』1999年1月19・25日号の水着グラビアに載ったことがある。
- 2016年4月23日、声優の三宅淳一と結婚したことを公式ブログ[13]及びTwitterにて発表、同年5月5日に東京ディズニーランドシンデレラ城にて挙式[14]。また6月24日にはウェディングフォト＆エッセイ本『西又葵が男性声優と結婚を決めた理由』を刊行。

## 交友関係
- 鈴平ひろは中学時代の同級生[15]。デビュー前から2人による同人誌を出していた[16]。
- みつみ美里とはお互いの原画家デビュー前から交友関係があり、『West Again』にはみつみの寄贈イラストが収録されている。逆に『こみっくパーティー』のゲーム中ゲスト同人作家陣に西又の名前があり、2000年4月23日のLeaf主催の同人誌即売会『こみっくパーティー』（通称「リアルこみパ」）にカタログのイラスト寄稿とサークル参加をしている。同人誌への寄稿もたびたび行われている。
- 2000年前後に樋上いたると、2004年頃にあきらと合同で同人誌を作成したことがある。

## 同人活動
『JOKER TYPE』（ジョーカータイプ）という名の同人サークルを主宰している。以前は鈴平ひろのサークル『HEART WORK』と合同企画をしていた。コミックマーケットの他、COMIC1、サンシャインクリエイションなどにも参加している。さらに、東日本大震災の被災者を支援するために他の漫画家と共同で制作された同人誌『pray for Japan』にもイラストを寄稿した。

## 参加作品

### アダルトゲーム
BasiL在籍時
- Bless 〜close your eyes, open your mind.〜 ：2000年9月8日発売、キャラクターデザイン・原画
- 21-Two One- ：2001年5月25日発売、キャラクターデザイン・原画
- それは舞い散る桜のように ：2002年6月28日発売、キャラクターデザイン・原画
- ぱにっく!! けろけろ王国（ぱじゃまソフト）：2002年9月20日発売、原画協力

Navel移籍後
- SHUFFLE! ：2004年1月30日発売、キャラクターデザイン・原画
- Tick! Tack! ：2005年9月16日発売、原画（ただし、『SHUFFLE!』からの流用のみ）
- Really? Really! ：2006年11月24日発売、キャラクターデザイン・原画
- ね〜PON?×らいPON! ：2007年8月31日発売、キャラクターデザイン・原画
- 俺たちに翼はない〜Prelude〜 ：2008年6月28日発売、キャラクターデザイン・原画
- 俺たちに翼はない ：2009年1月30日発売、キャラクターデザイン・原画
- SHUFFLE! Essence+ ：2009年10月30日発売、キャラクターデザイン・原画
- 俺たちに翼はない AfterStory：2010年7月30日発売、キャラクターデザイン・原画
- 世界征服彼女：2010年12月24日発売、キャラクターデザイン・原画
- SHUFFLE! Love Rainbow ：2011年4月28日発売、キャラクターデザイン・原画
- World Wide Love! 世界征服彼女ファンディスク：2011年10月28日発売、キャラクターデザイン・原画
- ネブ＊プラス ：2012年2月24日発売、キャラクターデザイン・原画
- 月に寄りそう乙女の作法 ：2012年10月26日発売、キャラクターデザイン・原画
- 乙女理論とその周辺 -Ecole de Paris- ：2013年7月26日発売、キャラクターデザイン・原画
- 月に寄りそう乙女の作法2 ：2014年12月19日発売、キャラクターデザイン・原画
- 乙女理論とその後の周辺 -Belle Epoque- ：2016年5月27日発売、キャラクターデザイン・原画
- 月に寄りそう乙女の作法2.1 E×S×PAR!! ：2017年5月26日発売、キャラクターデザイン・原画
- 月に寄りそう乙女の作法2.2 A×L+SA ：2017年12月22日発売、キャラクターデザイン・原画
- 君と目覚める幾つかの方法 ：2018年5月25日発売、キャラクターデザイン・原画
- SHUFFLE! エピソード2 神にも悪魔にも狙われている男：2020年5月29日発売、キャラクターデザイン・原画
- Princess×Princess：2021年6月25日発売、キャラクターデザイン・原画
- 遥かなるニライカナイ：2024年発売、原画

### 一般ゲーム
- 夏色剣術小町（NECインターチャネル）：2000年3月16日発売、PlayStation用ソフト、キャラクター原案・デザイン
- 21-Two One-（プリンセスソフト）：2001年12月27日発売、ドリームキャスト版、キャラクターデザイン・原画
- 虹色ドッジボール〜乙女たちの青春（ATLUS）：2002年12月2日発売、PlayStation用ソフト、キャラクター原案・デザイン（恋積瑠璃）
- Φなる・あぷろーち（プリンセスソフト）：2004年10月7日発売、PlayStation 2用ソフト、キャラクター原案・デザイン
- らぶドル 〜Lovely Idol〜（プリンセスソフト）：2005年4月28日発売、PlayStation 2用ソフト、キャラクター原案・デザイン
- SHUFFLE! ON THE STAGE（角川書店）：2005年10月20日発売、PlayStation 2版、キャラクターデザイン・原画
- Really? Really! リアリアDS（角川書店）：2009年6月25日発売、ニンテンドーDS版、キャラクターデザイン・原画
- マリッジロワイヤル プリズムストーリー（アスキー・メディアワークス）：2010年4月28日発売、PlayStation Portable用ソフト、キャラクターデザイン
- ハローキティといっしょ! ブロッククラッシュ123!!（ドラス） ：2010年7月15日発売、PlayStation Portable用ソフト、キャラクターデザイン（お花屋さんのキティラー）
- 君と一緒に（インパクト）：ソーシャルゲーム、キャラクターデザイン（2011年9月限定キャラクター松下唯、秦佐和子）[17]
- 車なごコレクション（オートックワン）：スマートフォンゲーム、キャラクターデザイン（2015年1月16日実装[18]FIAT 500 ツインエアポップ）

### 書籍
コミック
- West Again（1998年、アカネコミックス） ISBN 4-87182-303-2 - 自身初のコミックス。成人向け漫画。絶版。

エッセイ
- 西又葵です。（2009年1月、発行：メディエイション 発売：飛鳥新社） ISBN 978-4-87031-896-0 - 自身初のエッセイ集。フォト･イラストエッセイも兼ねる。
- にゃんだふる!!（2009年1月、発行：メディエイション 発売：飛鳥新社） ISBN 978-4-87031-897-7 - 自身が飼っている猫15匹、犬5匹の写真集＋エッセイ。

表紙イラスト（Navel関連以外）
- 小春原日和の育成日記（五十嵐雄策著 電撃文庫）[19]
- Kawaii Security（2011年3月、三才ブックス） ISBN 978-4861993305
- クリエーターのためのネーミング辞典（2011年11月、学研マーケティング） ISBN 978-4053034151

画集
- 西又葵画集 Vivid（角川書店、2010年12月20日発売）ISBN 978-4-04-854539-6
- Navel COLOR -Aoi Nishimata-（廣済堂出版、2013年5月21日発売）ISBN 978-4-331-90100-7
- 西又葵画集 Grace（KADOKAWA、2019年4月30日発売）ISBN 978-4-04-912432-3

その他
- Star Wars Visions（ジョージ・ルーカス著、Harry N. Abrams、2010年11月） ISBN 978-0810995895 -  ルーカスが選考した漫画家や画家、ストーリーボード画家といったアーティスト25組が描いた「スター・ウォーズ」像を集めた内容。日本からは美樹本晴彦と西又が選ばれている。

### 雑誌企画
- らぶドル 〜Lovely Idol〜（エンターブレイン刊「マジキュー」連載）：原案・キャラクターデザイン・イラスト
- らぶドル -New Lyrics-（エンターブレイン刊「マジキュー」連載）：キャラクターデザイン・イラスト
- ジャッジメントちゃいむ（メディエイション刊「E☆2」連載）：キャラクターデザイン・イラスト
- マリッジロワイヤル（アスキー・メディアワークス刊「電撃G's magazine」連載）：キャラクターデザイン・イラスト

### 作詞
- 『Really? Really!』
  - Remember memories （オープニングテーマ）
  - Ageless Love （挿入歌）
  - Happy Dream （エンディングテーマ）
- 『SHUFFLE! MEMORIES』
  - Fateful Encounters （導入編 オープニングテーマ）
  - natural tone （番外編 エンディングテーマ）
- 『ねぶら』
  - ねぶらdeメンボ☆ （テーマソング）
- 『俺たちに翼はない〜Prelude〜』
  - Sky Sanctuary （オープニングテーマ）
- 『俺たちに翼はない』
  - Jewelry tears （オープニングテーマ）
  - 他エンディングテーマ、キャラクターソング、イメージソング全て
- 『SHUFFLE!Essence+』
  - Link-age（オープニングテーマ）
- 『マリッジロワイヤルラジオ』
  - Sweet Happy☆Wedding （テーマソング）
- 『俺たちに翼はない AfterStory』
  - Cross Illusion （オープニングテーマ）
  - migratory bird（エンディングテーマ）
- 『俺たちに翼はない』（アニメ）
  - Spread Wings.（オープニングテーマ）
  - NEVERLAND（エンディングテーマ）

### 秋田県羽後町
秋田県雄勝郡羽後町では西又が多くのイラストを手掛けている。JAうごの米袋等の農産物販促の仕事依頼は、「うご夏の夢市・かがり火天国」の主催者である大学生が仕掛け人となり、2008年夏の「かがり美少女イラストコンテスト」にゲスト出演し、町の風土に感銘を受け、且つ、町内に西又という地名があることから引き受けた。市女笠と町の木と鳥を入れた袋が作成されたが、大手百貨店納品は諸事情によりできず、JAうごの直販となった。この経緯が地元メディアだけでなく朝日新聞、産経新聞など大手新聞にも特集記事で紹介された。2009年12月10日には、「JAうご産あきたこまちパッケージ」に使用されている「こまち娘」を描いた縦4m×横2.7mの看板がJAうご本所正面玄関に設置された。2010年5月20日-23日にはNavelとJAうごが主催した「西又葵と行くイラストの町羽後町まるごと満喫イベント」が開催され、5月23日付の読売新聞朝刊秋田版、河北新報朝刊などにもその模様が掲載された。
- スティックポスターin羽後町（羽後町観光物産協会） - イラスト
- 羽後町産あきたこまち（JAうご） - 萌え米の米袋イラスト
- 羽後町産イチゴ「うご野いちご」ちゃん （農業法人こまち野） - キャラクターデザイン
- 焼酎「花嫁道中」（菅原酒店他） - ラベルイラスト
- 羽後牛ビーフカレー（JAうご） - パッケージイラスト[26]
- うご野いちごちゃんロールケーキ（農業法人こまち野） - パッケージデザイン
- クロワッサンラスク（株式会社櫻山） - パッケージデザイン
- 羽後町産スイカ[光センサー 夢あきた](JAうご） - 美少女ダンボールイラスト
- 羽後牛シチュー（JAうご） - パッケージイラスト（2011年8月）

### 商品パッケージイラスト
（羽後町関連除く）
- 「Comic Water」（トレッカ） - パッケージイラスト（2008年8月 コミックマーケット期間のみ販売）
- 「Comic Green Tea」（トレッカ） - パッケージイラスト（2008年12月 コミックマーケット期間のみ販売）
- 美少女イラスト入り「アルカリ乾電池」[27]（モリモ商事） - パッケージイラスト・デザイン（2009年9月）
- 北海道塗るプリン「ミルキーゴールド」“萌えプリン”（青華堂） - パッケージイラスト・デザイン（2009年9月）
- 「福岡限定ドロップ（あまおういちごみるく味）」（堀米商店） - パッケージイラスト・デザイン（2010年5月）
- 「大宰府限定ドロップ（うめ風味）」（堀米商店） - パッケージイラスト・デザイン（2010年5月）
- 「痛茶（玉露入り緑茶）」（健爽本舗） - パッケージイラスト・デザイン（2010年7月、2010年12月）
- 「ヒカルものたち」（渡辺麻友） - 完全生産限定盤ジャケットイラスト（2012年11月）

### キャラクターイラスト
- アミューズメントスポット「アキバのうさぎ神社」 - キャラクターイラスト（2009年4月）
- 立川魔法都市化ぷろじぇくと - キャラクターイラスト（2009年5月）
- 東京オートサロン2010 - 公式イメージガールキャラクターイラスト（2010年1月）
- 『MAG・ネット』（2010年4月-2013年3月放送） - 番組ナビゲーターキャラクター原案、EDイラスト
- ハローキティといっしょ! - キティラーズ「一花麗流」キャラクターイラスト（2010年4月）

### 雑誌イラスト
（単発のものは除く）
- 『メンズヤング』（双葉社） - 表紙（2001年12月〜2004年9月）
- 『パソコンパラダイス』（サンデー社） - 表紙イラスト及びコラム（2010年5月号〜2011年4月号）

### その他イラスト
- 2009年春花粉症対策キャンペーンポスター（ファディア株式会社） - イラスト（2009年3月）
- 鷲宮神社「萌フェスIN鷲宮2009」 -  「お弁当掛け紙」イラスト（2009年8月）
- 鷲宮神社土師祭 - 先導車キャラクターイラスト
- 神のみぞ知るセカイ - 第9話エンドカード（2010年）
- 絵師100人展（産経新聞主催） - イラスト「富士の聖域」（2011年5月）
- osamu moet moso - イラスト「エンゼルの丘」「リボンの騎士」（2011年7月）
- “ディズニーコラボレーション”プリンセスライン feat 西又葵 -　ディズニー作品に登場するプリンセスたちを西又が描くコラボ企画（2011年7月- ）[28]
- 第17回NHKハート展（2012年）
- ニコニコ超会議3自民党ブース　痛車仕様街宣車「あさかぜ号」イラスト（2014年）

### その他
- Navelランティスラジオねぶら、第132回放送以降「もぎたてねぶらインフォメーション」内レギュラー
- あっちゃんとゆりしーのえつらぢZ（文化放送）、番組内コーナー「西又葵ちゃいむ（仮）」パーソナリティー